# Петрино (Московская область)
Петрино — деревня в Талдомском районе Московской области России. Входит в состав сельского поселения Гуслевское. Население — 0 чел. (2010).

## География
Расположена в южной части района, примерно в 14 км к югу от центра города Талдома, у истоков впадающей в Дубну небольшой реки Свистушки (бассейн Волги). Связана автобусным сообщением с районным центром и посёлками городского типа Вербилки и Запрудня. Восточнее проходит региональная автодорога Р112, западнее — линия Савёловского направления Московской железной дороги. Ближайшие платформы — Власово и 94 км, ближайшие населённые пункты — деревни Аймусово, Бельское и Дубки.

## Население
| 1859 | 1905 | 1926 | 2002 | 2006 | 2010 |
| ---- | ---- | ---- | ---- | ---- | ---- |
| 200  | ↘195 | ↘98  | ↘0   | →0   | →0   |

## История
В «Списке населённых мест» 1862 года Петрино (Заберня, Забереги) — владельческое сельцо 2-го стана Александровского уезда Владимирской губернии по правую сторону реки Дубны, к югу от Нушпольского болота, при речке Свистушке, в 80 верстах от уездного города, с 18 дворами, фабрикой и 200 жителями (107 мужчин, 93 женщины).
По данным 1905 года входило в состав Нушпольской волости Александровского уезда, проживало 195 человек, в сельце было 24 двора.
Постановлением президиума Моссовета от 31 марта 1923 года вместе с частью селений Нушпольской волости было включено в состав Гарской волости Ленинского уезда Московской губернии.
По материалам Всесоюзной переписи населения 1926 года — деревня Аймусовского сельского совета Гарской волости Ленинского уезда, проживало 98 жителей (47 мужчин, 51 женщина), насчитывалось 25 хозяйств, среди которых 24 крестьянских.
С 1929 года — населённый пункт в составе Ленинского района Кимрского округа Московской области, с 1930-го, в связи с упразднением округа, — в составе Талдомского района (ранее Ленинский район) Московской области.
До муниципальной реформы 2006 года — деревня Гуслевского сельского округа.